# Montégut, Gers
Montégut este o comună în departamentul Gers din sudul Franței. În 2009 avea o populație de 516 de locuitori.

## Evoluția populației
| An        | 1975 | 1982 | 1990 | 1999 | 2006 | 2009 |
| --------- | ---- | ---- | ---- | ---- | ---- | ---- |
| Populație | 234  | 311  | 317  | 397  | 462  | 516  |